# Reprezentacja Panamy U-20 w piłce nożnej mężczyzn
Reprezentacja Panamy U-20 w piłce nożnej mężczyzn – męska piłkarska reprezentacja Panamy do lat 20. Największymi sukcesami reprezentacji jest zdobycie srebra na mistrzostwach CONCACAF w 2015 roku oraz 1/8 finału na mistrzostwach świata U-20 2019.

## Udział w turniejach międzynarodowych

### Mistrzostwa Świata
| Rok   | Runda                   | M                       | W                       | R                       | P                       | GZ                      | GS                      |
| ----- | ----------------------- | ----------------------- | ----------------------- | ----------------------- | ----------------------- | ----------------------- | ----------------------- |
| 1977  | Nie zakwalifikowała się | Nie zakwalifikowała się | Nie zakwalifikowała się | Nie zakwalifikowała się | Nie zakwalifikowała się | Nie zakwalifikowała się | Nie zakwalifikowała się |
| 1979  | Nie zakwalifikowała się | Nie zakwalifikowała się | Nie zakwalifikowała się | Nie zakwalifikowała się | Nie zakwalifikowała się | Nie zakwalifikowała się | Nie zakwalifikowała się |
| 1981  | Nie zakwalifikowała się | Nie zakwalifikowała się | Nie zakwalifikowała się | Nie zakwalifikowała się | Nie zakwalifikowała się | Nie zakwalifikowała się | Nie zakwalifikowała się |
| 1983  | Nie zakwalifikowała się | Nie zakwalifikowała się | Nie zakwalifikowała się | Nie zakwalifikowała się | Nie zakwalifikowała się | Nie zakwalifikowała się | Nie zakwalifikowała się |
| 1985  | Nie zakwalifikowała się | Nie zakwalifikowała się | Nie zakwalifikowała się | Nie zakwalifikowała się | Nie zakwalifikowała się | Nie zakwalifikowała się | Nie zakwalifikowała się |
| 1987  | Nie zakwalifikowała się | Nie zakwalifikowała się | Nie zakwalifikowała się | Nie zakwalifikowała się | Nie zakwalifikowała się | Nie zakwalifikowała się | Nie zakwalifikowała się |
| 1989  | Nie zakwalifikowała się | Nie zakwalifikowała się | Nie zakwalifikowała się | Nie zakwalifikowała się | Nie zakwalifikowała się | Nie zakwalifikowała się | Nie zakwalifikowała się |
| 1991  | Nie zakwalifikowała się | Nie zakwalifikowała się | Nie zakwalifikowała się | Nie zakwalifikowała się | Nie zakwalifikowała się | Nie zakwalifikowała się | Nie zakwalifikowała się |
| 1993  | Nie zakwalifikowała się | Nie zakwalifikowała się | Nie zakwalifikowała się | Nie zakwalifikowała się | Nie zakwalifikowała się | Nie zakwalifikowała się | Nie zakwalifikowała się |
| 1995  | Nie zakwalifikowała się | Nie zakwalifikowała się | Nie zakwalifikowała się | Nie zakwalifikowała się | Nie zakwalifikowała się | Nie zakwalifikowała się | Nie zakwalifikowała się |
| 1997  | Nie zakwalifikowała się | Nie zakwalifikowała się | Nie zakwalifikowała się | Nie zakwalifikowała się | Nie zakwalifikowała się | Nie zakwalifikowała się | Nie zakwalifikowała się |
| 1999  | Nie zakwalifikowała się | Nie zakwalifikowała się | Nie zakwalifikowała się | Nie zakwalifikowała się | Nie zakwalifikowała się | Nie zakwalifikowała się | Nie zakwalifikowała się |
| 2001  | Nie zakwalifikowała się | Nie zakwalifikowała się | Nie zakwalifikowała się | Nie zakwalifikowała się | Nie zakwalifikowała się | Nie zakwalifikowała się | Nie zakwalifikowała się |
| 2003  | Faza grupowa            | 3                       | 0                       | 0                       | 3                       | 1                       | 4                       |
| 2005  | Faza grupowa            | 3                       | 0                       | 0                       | 3                       | 2                       | 8                       |
| 2007  | Faza grupowa            | 3                       | 0                       | 1                       | 2                       | 1                       | 8                       |
| 2009  | Nie zakwalifikowała się | Nie zakwalifikowała się | Nie zakwalifikowała się | Nie zakwalifikowała się | Nie zakwalifikowała się | Nie zakwalifikowała się | Nie zakwalifikowała się |
| 2011  | Faza grupowa            | 3                       | 0                       | 1                       | 2                       | 1                       | 5                       |
| 2013  | Nie zakwalifikowała się | Nie zakwalifikowała się | Nie zakwalifikowała się | Nie zakwalifikowała się | Nie zakwalifikowała się | Nie zakwalifikowała się | Nie zakwalifikowała się |
| 2015  | Faza grupowa            | 3                       | 0                       | 1                       | 2                       | 3                       | 5                       |
| 2017  | Nie zakwalifikowała się | Nie zakwalifikowała się | Nie zakwalifikowała się | Nie zakwalifikowała się | Nie zakwalifikowała się | Nie zakwalifikowała się | Nie zakwalifikowała się |
| 2019  | 1/8 finału              | 4                       | 1                       | 1                       | 2                       | 4                       | 8                       |
| 2023  | Nie zakwalifikowała się | Nie zakwalifikowała się | Nie zakwalifikowała się | Nie zakwalifikowała się | Nie zakwalifikowała się | Nie zakwalifikowała się | Nie zakwalifikowała się |
| 2025  | Awans                   | Awans                   | Awans                   | Awans                   | Awans                   | Awans                   | Awans                   |
| Razem | 7/24                    | 19                      | 1                       | 4                       | 14                      | 11                      | 38                      |

### Mistrzostwa CONCACAF
| Rok   | Runda                   | M                       | W                       | R                       | P                       | GZ                      | GS                      |
| ----- | ----------------------- | ----------------------- | ----------------------- | ----------------------- | ----------------------- | ----------------------- | ----------------------- |
| 1962  | Faza grupowa            | 3                       | 0                       | 2                       | 1                       | 3                       | 4                       |
| 1964  | Faza grupowa            | 3                       | 0                       | 1                       | 2                       | 3                       | 8                       |
| 1970  | Nie brała udziału       | Nie brała udziału       | Nie brała udziału       | Nie brała udziału       | Nie brała udziału       | Nie brała udziału       | Nie brała udziału       |
| 1973  | Nie brała udziału       | Nie brała udziału       | Nie brała udziału       | Nie brała udziału       | Nie brała udziału       | Nie brała udziału       | Nie brała udziału       |
| 1974  | Nie brała udziału       | Nie brała udziału       | Nie brała udziału       | Nie brała udziału       | Nie brała udziału       | Nie brała udziału       | Nie brała udziału       |
| 1976  | Nie brała udziału       | Nie brała udziału       | Nie brała udziału       | Nie brała udziału       | Nie brała udziału       | Nie brała udziału       | Nie brała udziału       |
| 1978  | Nie brała udziału       | Nie brała udziału       | Nie brała udziału       | Nie brała udziału       | Nie brała udziału       | Nie brała udziału       | Nie brała udziału       |
| 1980  | Nie brała udziału       | Nie brała udziału       | Nie brała udziału       | Nie brała udziału       | Nie brała udziału       | Nie brała udziału       | Nie brała udziału       |
| 1982  | Nie brała udziału       | Nie brała udziału       | Nie brała udziału       | Nie brała udziału       | Nie brała udziału       | Nie brała udziału       | Nie brała udziału       |
| 1984  | Nie brała udziału       | Nie brała udziału       | Nie brała udziału       | Nie brała udziału       | Nie brała udziału       | Nie brała udziału       | Nie brała udziału       |
| 1986  | Nie brała udziału       | Nie brała udziału       | Nie brała udziału       | Nie brała udziału       | Nie brała udziału       | Nie brała udziału       | Nie brała udziału       |
| 1988  | Nie brała udziału       | Nie brała udziału       | Nie brała udziału       | Nie brała udziału       | Nie brała udziału       | Nie brała udziału       | Nie brała udziału       |
| 1990  | Nie brała udziału       | Nie brała udziału       | Nie brała udziału       | Nie brała udziału       | Nie brała udziału       | Nie brała udziału       | Nie brała udziału       |
| 1993  | Nie brała udziału       | Nie brała udziału       | Nie brała udziału       | Nie brała udziału       | Nie brała udziału       | Nie brała udziału       | Nie brała udziału       |
| 1995  | Nie zakwalifikowała się | Nie zakwalifikowała się | Nie zakwalifikowała się | Nie zakwalifikowała się | Nie zakwalifikowała się | Nie zakwalifikowała się | Nie zakwalifikowała się |
| 1997  | Nie brała udziału       | Nie brała udziału       | Nie brała udziału       | Nie brała udziału       | Nie brała udziału       | Nie brała udziału       | Nie brała udziału       |
| 1998  | Nie zakwalifikowała się | Nie zakwalifikowała się | Nie zakwalifikowała się | Nie zakwalifikowała się | Nie zakwalifikowała się | Nie zakwalifikowała się | Nie zakwalifikowała się |
| 2001  | Nie zakwalifikowała się | Nie zakwalifikowała się | Nie zakwalifikowała się | Nie zakwalifikowała się | Nie zakwalifikowała się | Nie zakwalifikowała się | Nie zakwalifikowała się |
| 2003  | Awans na MŚ             | 3                       | 3                       | 0                       | 0                       | 5                       | 1                       |
| 2005  | Awans na MŚ             | 3                       | 1                       | 1                       | 1                       | 4                       | 4                       |
| 2007  | Awans na MŚ             | 3                       | 1                       | 1                       | 1                       | 4                       | 8                       |
| 2009  | Nie zakwalifikowała się | Nie zakwalifikowała się | Nie zakwalifikowała się | Nie zakwalifikowała się | Nie zakwalifikowała się | Nie zakwalifikowała się | Nie zakwalifikowała się |
| 2011  | IV miejsce              | 5                       | 2                       | 1                       | 2                       | 6                       | 6                       |
| 2013  | Ćwierćfinał             | 3                       | 2                       | 0                       | 1                       | 9                       | 3                       |
| 2015  | II miejsce              | 6                       | 5                       | 1                       | 0                       | 10                      | 1                       |
| 2017  | V miejsce               | 5                       | 3                       | 1                       | 1                       | 9                       | 4                       |
| 2018  | III miejsce             | 7                       | 6                       | 1                       | 0                       | 20                      | 5                       |
| 2022  | 1/8 finału              | 5                       | 2                       | 1                       | 2                       | 8                       | 5                       |
| 2024  | III miejsce             | 5                       | 3                       | 1                       | 1                       | 10                      | 5                       |
| Razem | 12/29                   | 51                      | 28                      | 11                      | 12                      | 91                      | 54                      |

## Aktualny skład
Aktualny skład drużyny można przeglądać na stronie transfermarkt.pl.